# 杏野まひる
杏野 まひる（あんの まひる、1986年11月29日 - ）は、日本のAV女優。スリーサイズは、B88(F)・W59・H85。趣味は、料理・絵・子供と遊ぶ。特技は、美容
。プライムエージェンシー所属。

## 略歴
京都府出身。2007年、AVデビュー。
現在は引退している。

## 出演作品

### アダルトビデオ
2007年
- 萌えあがる募集若妻 淫らに狂い出す身売り若妻 68 まひるさん（4月20日、プレステージ）
- tsubaki 大人の魅力 04（5月23日、プレステージ）
- さすらいエロス 一期一会 山形にて…君とすごした30時間（5月30日、ゴリラプロジェクト）
- 平成19年度 系列局合同 女子アナ新人研修（6月7日、V&Rプロダクツ）共演：速水あおい、川島ちえみ、白石このみ、宝部ゆき、川村カンナ、星優乃、矢沢未来、音原亜子、秋月まり、久保田あや、もえ、甘井みかん、栗原淳子、高島京子
- 幼い妹3人にエッチにせまられ、オモチャにされてみない？（7月1日、エッジ）共演：花野心、森永りお
- 時間よ止まれ！ パート7（7月5日、V&Rプロダクツ）共演：紺野りさ子、加護範子、むかいねね、瀬咲るな、桜亜美利、愛音ゆう、椎名めぐみ
- ザ・面接 若妻痴態 8（9月10日、ラストラス）他2名出演
- 残酷ミラーゲームに負けるとエロ罰ゲーム 2（9月13日、はじめ企画）他出演：星野優奈(ひとみ)、稲森ジュリ  ※「あや」名義
- ラブスタイル（9月22日、オーロラプロジェクト）[1]
- 会社で女子社員にやってみたいエッチなことベストテン 3（9月27日、V&Rプロダクツ）共演：伊藤和香、柚咲あんず、城本久美、長澤りか、川原真、永瀬椋、かのうゆめ、児玉しの、木下もも、加藤あつみ
- 妹達の脚責め（10月1日、フリーダム）共演：星野優奈、瀬戸ひなた
- 妹達にアナル責めされました。（10月1日、フリーダム）共演：星野優奈、瀬戸ひなた
- 妹達の寸止め手コキ責め（10月1日、フリーダム）共演：星野優奈、瀬戸ひなた
- 中出し女子校生暴行 膣にタップリ出してやるぜ！！3時間（11月9日、ビッグモーカル）他出演：仲咲千春、並樹ゆりあ、大沢佑香、愛里ひな、辻さき
- FOXY LADIES イカしたオンナたち　●23（11月10日、ラストラス）他出演：朝日なな、桜木美羽、高杉まなみ、鮎川なお
- 女子高生をハメる！痴漢ゲームで「えっ!?聞いてないんですけど?(汗)」ヤリ放題の集団レイプ!!（11月22日、ディープス）他出演：井上莉奈、星野優奈
- 黒髪女子校生 8（11月25日、ビッグモーカル）他出演：仲咲千春、愛里ひな
- ギャルのニーソックス Vol.3（12月1日、フリーダム）他出演：瞳れん、花桐まつり、小春、蛯原みなみ、星野優奈
- 巨乳温泉コンパニオン 3（12月6日、V&Rプロダクツ）共演：南沙也香、一ノ瀬あきら、柳田やよい、畑中パイン
- 巨乳ばかりの軟体レズビアン乱交マニアヨガ教室（12月19日、CROSS）共演：吉井あき、蜜井とわ、南沙也香、村田久美

2008年
- ダブろり めいな まひる（2月18日、宇宙企画）
- ディルドにまたがる女子校生 ‐SCHOOLGIRL DILDO FUCK‐（2月19日、アロマ企画）他出演：黒澤エレナ、小坂めぐる、霧島さつき、紅月かおる、AYA、一条楓、川本凛
- 会員制ロリータ美術館（2月21日、V&Rプロダクツ）共演：愛音ゆう、並樹ゆりあ、永瀬あき、園原りか、桜沢みゆ、飯島くらら、瀬戸ひなた
- TOKYO風俗地下クラブ（3月20日、トップワン）共演：青山ゆい、純名もも、夏川るい、小笠原咲、七海、仲村もも、田中真美、吉井麻帆、鳴海せいら
- ハーレム監禁病棟24時（4月20日、ジェイモデル）共演：仲村もも、七海、吉井麻帆
- FELLATIO FESTIVAL 10（8月1日、アイデアポケット）他出演：工藤れいか、加瀬あゆむ、綾瀬なな、彩花ゆめ、Rico、あすかりの、長谷川なぁみ、内田理緒、折原れおな、MIMI、上原美菜、宝月ひかる、真山るい、綾瀬しおり
- この巨乳コスプレギャルがすごい!! 2（9月20日、スターパラダイス）他出演：青山ゆい、弓月彩乃、広瀬ゆな、愛菜りな

2009年
- 蒼井そらの巨乳マネージャーを口説いて飲ませてみんなでヤッちゃった。（11月7日、e-muse）